# Aarne Salovaara
Aarne Ihamo Salovaara (Kotka, Vall de Kymi, 25 de febrer de 1887 – Kotka, 11 de setembre de 1945) va ser un gimnasta i atleta finlandès que va competir durant els primers anys del segle xx.
El 1908 va prendre part en els Jocs Olímpics de Londres, on va guanyar la medalla de bronze en la prova del concurs complet per equips. En aquests mateixos Jocs també disputà tres proves de llançaments del programa d'atletisme: el llançament de disc, el llançament de javelina estil lliure i el llançament de javelina, on fou quart.
Quatre anys més tard, als Jocs d'Estocolm, guanyà la medalla de plata en el concurs per equips, sistema lliure del programa de gimnàstica.